# 14

## Narození
- Lucius Verginius Rufus, správce Horní Germánie za vlády císaře Nerona († 97)

## Úmrtí
- 19. srpna – Augustus, římský císař (* 23. září 63 př. n. l.)

## Hlava státu
- Římská říše – Augustus (27 př. n. l. – 14) » Tiberius (14–37)
- Parthská říše – Artabanos II. (10/11–38)
- Kušánská říše – Heraios (1–30)
- Čína, dynastie Chan (206 př. n. l. – 220 n. l.) – Wang Mang (8–23)
- Markomani – Marobud (?–37)